# Miguel Alves (ort)
Miguel Alves är en ort i Brasilien.   Den ligger i kommunen Miguel Alves och delstaten Piauí, i den östra delen av landet, 1 400 km norr om huvudstaden Brasília. Miguel Alves ligger 46 meter över havet och antalet invånare är 10 438.
Terrängen runt Miguel Alves är platt. Närmaste större samhälle är Coelho Neto, 16,5 km sydväst om Miguel Alves.
Omgivningarna runt Miguel Alves är huvudsakligen savann. Runt Miguel Alves är det ganska glesbefolkat, med 21 invånare per kvadratkilometer.